# Nikołaj Gołoszczapow
Nikołaj Iwanowicz Gołoszczapow, ros. Николай Иванович Голощапов (ur. 1 października 1878 r. w stanicy Ładożskaja w Rosji, zm. 4 stycznia 1963 r. w São Paulo) – rosyjski wojskowy (generał major), emigracyjny publicysta i działacz polityczny i kombatancki, oficer 6 sotni 1 kozackiego pułku kawalerii Rosyjskiego Korpusu Ochronnego podczas II wojny światowej.
Wstąpił ochotniczo do 1 kaukaskiego kozackiego pułku kawalerii. Następnie ukończył wojskową szkołę junkrów w Stawropolu, po czym powrócił do macierzystego pułku. Do 1914 r. służył w 1 i 2 czarnomorskim pułkach kawalerii Kozaków kubańskich, a następnie 1 i 3 jekaterinodarskich pułkach kawalerii Kozaków kubańskich. W 1911 r. awansował do stopnia esauła. Brał udział w I wojnie światowej. Dowodził 3 sotnią w choperskim pułku kawalerii Kozaków kubańskich. Następnie został zastępcą dowódcy pułku. Na początku 1917 r. był odznaczony Orderem Św. Jerzego 4 klasy. 28 czerwca tego roku w stopniu pułkownika został dowódcą choperskiego pułku kawalerii Kozaków kubańskich. Walczył na obszarze Persji. Na początku 1918 r. jego pułk przedostał się na Kubań, gdzie podjął walkę z bolszewikami. Od kwietnia tego roku N. I. Gołoszczapow stał na czele oficerskiej organizacji "Спасение Кубани" działającej w Majkopie. Jednocześnie działał w komisji zajmującej się formowaniem oddziałów wojskowych Kozaków kubańskich. W 1919 r. pełnił funkcję komendanta garnizonu Jekaterinodara. Na początku sierpnia 1920 r. stanął przed sądem wojennym, ale uwolniono go od zarzutów. Przeszedł do służby w sztabie ober-kwatermistrza w sztabie głównodowodzącego wojskami białych. Po ich ewakuacji z Krymu do Gallipoli w listopadzie 1920 r., zamieszkał w Królestwie SHS. Działał w emigracyjnych rosyjskich stowarzyszeniach monarchistycznych. Wydawał pismo "Разведчик". W okresie II wojny światowej podjął współpracę z Niemcami. Służył jako oficer 6 sotni 1 kozackiego pułku kawalerii w Rosyjskim Korpusie Ochronnym. Po zakończeniu wojny wyemigrował do Brazylii, gdzie zmarł 4 stycznia 1963 r.